# ثورة 1979: الجمعة السوداء
ثورة 1979: الجمعة السوداء (بالإنجليزية: 1979 Revolution: Black Friday) هي لعبة فيديو من نوع المغامرة والتفاعلية، نشرت من قبل استوديوهات iNK، بمساعدة من قبل شركة N-فيوجن التفاعلية. صدرت في أبريل 2016 لـ مايكروسوفت ويندوز وماك أو اس، وفي يونيو 2016 لأجهزة أي أو اس، وفي ديسمبر 2016 لأجهزة اندرويد.
وصدرت اللعبة في يوليو 2018 لبلاي ستيشن 4، وأغسطس 2018 لنينتندو سويتش وإكس بوكس وان. يتحكم اللاعبون في شخصية Reza Shirazi، المصور الصحفي الطموح، الذي يعود إلى إيران وسط الثورة الإيرانية. كما أنه يصبح أكثر انخراطا في أحداث الثورة، يضطر رضا لاتخاذ قرارات من أجل البقاء على قيد الحياة. أحيانًا يحتاج اللاعبون تقديم ردود خلال وقت محدد في المباراة. وهم مكلفون بالتقاط صور فوتوغرافية في اللعبة لمحيطهم، وبالنظر إلى الخلفية التاريخية للأحداث.
كانت اللعبة قيد التطوير لمدة أربع سنوات، وتم إنشاؤها للجمع بين عناصر من ألعاب الفيديو والأفلام الوثائقية مع سرد جذاب. مدير اللعبة نافيد خونساري، الذي كان طفلاً في إيران في وقت الثورة، طور اللعبة بنية جعل اللاعبين يفهمون الغموض الأخلاقي للوضع. أجرى فريق التطوير أبحاثًا مستفيضة للعبة، حيث أجرى مقابلات مع علماء تاريخيين وإيرانيين عاشوا في طهران خلال الثورة، بالإضافة إلى جمع العديد من الصور الأرشيفية والخطب التاريخية. تم تسجيل أداء اللعبة باستخدام التقاط الحركة، وتم تطوير كل من الشخصيات مع المواقف والأخلاق الغامضة.

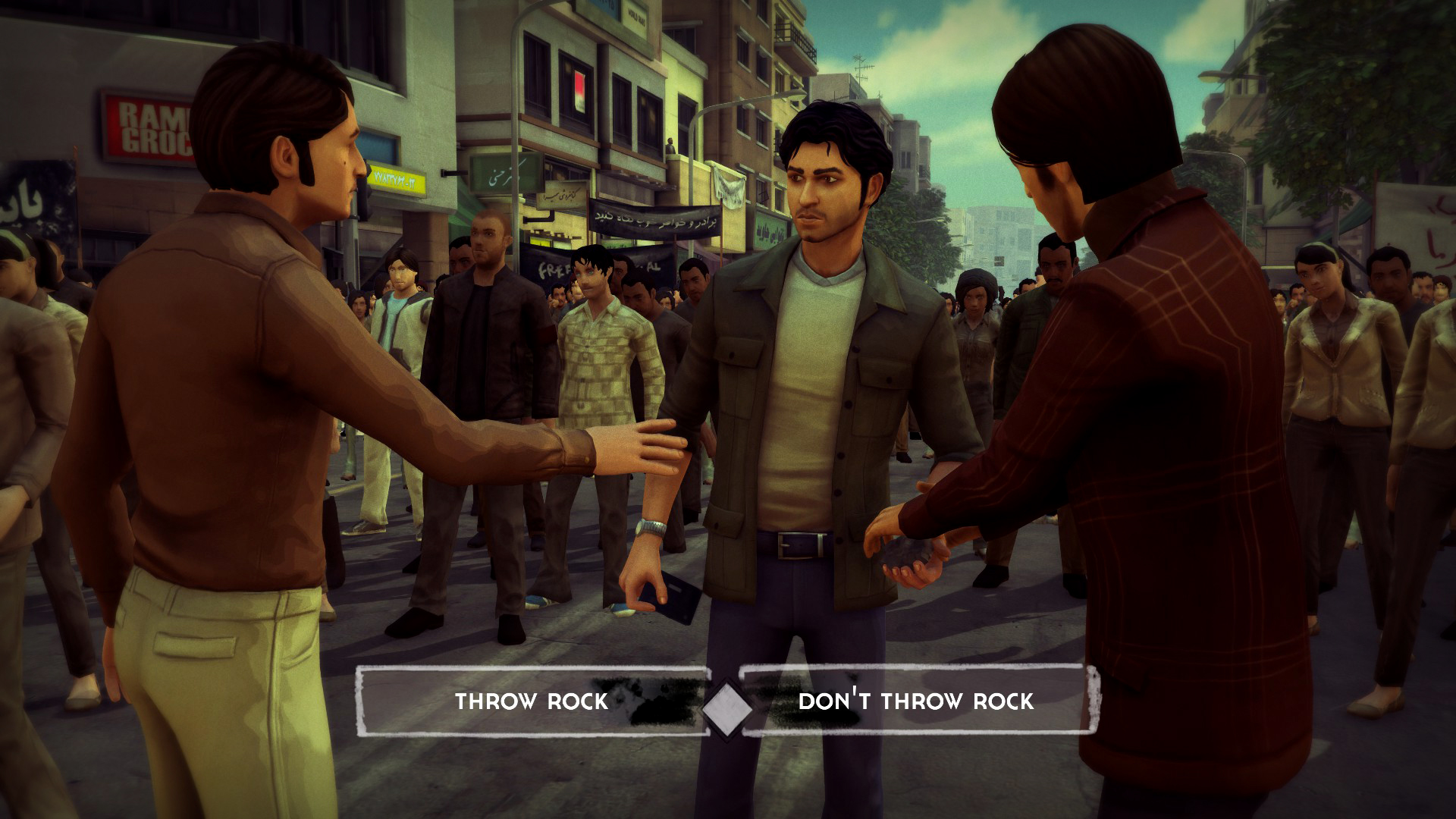

وقد لقيت لعبة ثورة 1979 استقبالا حسنا من قبل النقاد، مع الثناء الموجهة بشكل خاص في السرد، والشخصيات والعروض، والتمثيلات التاريخية، على الرغم من توجيه بعض النقد في تسلسل سريع الوقت والجودة البصرية. كما انتقد اللعبة صحفي إيراني أعلن أنها دعاية. ونتيجة لذلك، شعر خونساري بالخوف من دخول إيران مرة أخرى، واعتمد أعضاء آخرون في فريق التطوير أسماء مستعارة للحماية. تم ترشيح اللعبة لأوسمة متعددة في نهاية العام من العديد من المنشورات الألعاب.

## تقرير اليونيسكو

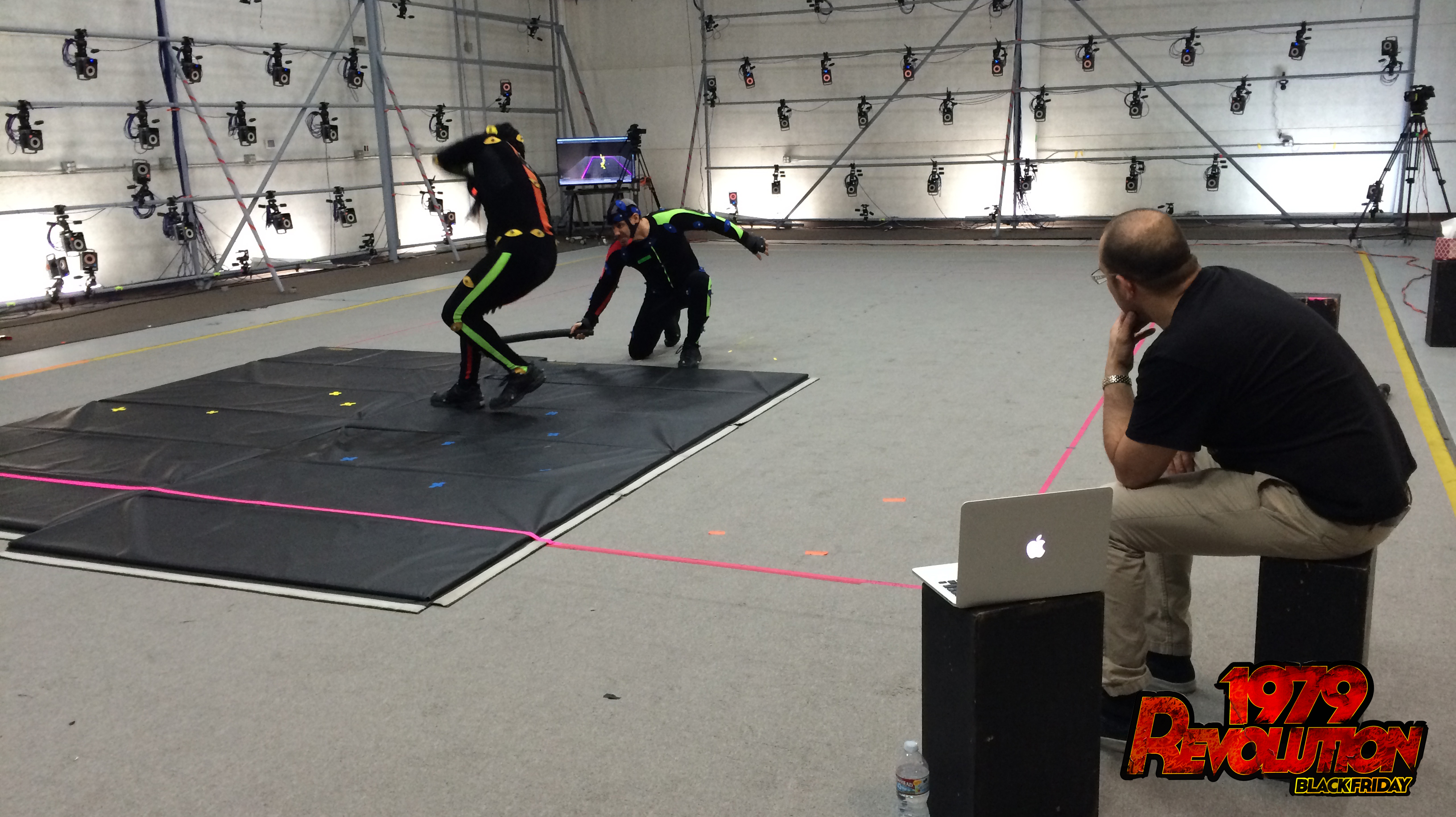

في نوفمبر 2016، ثورة 1979: ظهر يوم الجمعة الأسود في تقرير اليونسكو الذي قدمه بول دارفاسي حول تأثير ألعاب الفيديو على التعرف على حل النزاعات. وذكر دارفاسي أن اللعبة «قد تدرس لتحديد ما إذا كان يمكن استخدامها لدعم إنتاج التعاطف التاريخي والتعاطف العالمي والتعاطف الثقافي العرقي، وكلها تسهم في اكتساب وتطوير التفاهم بين الثقافات».

## رد فعل إيران

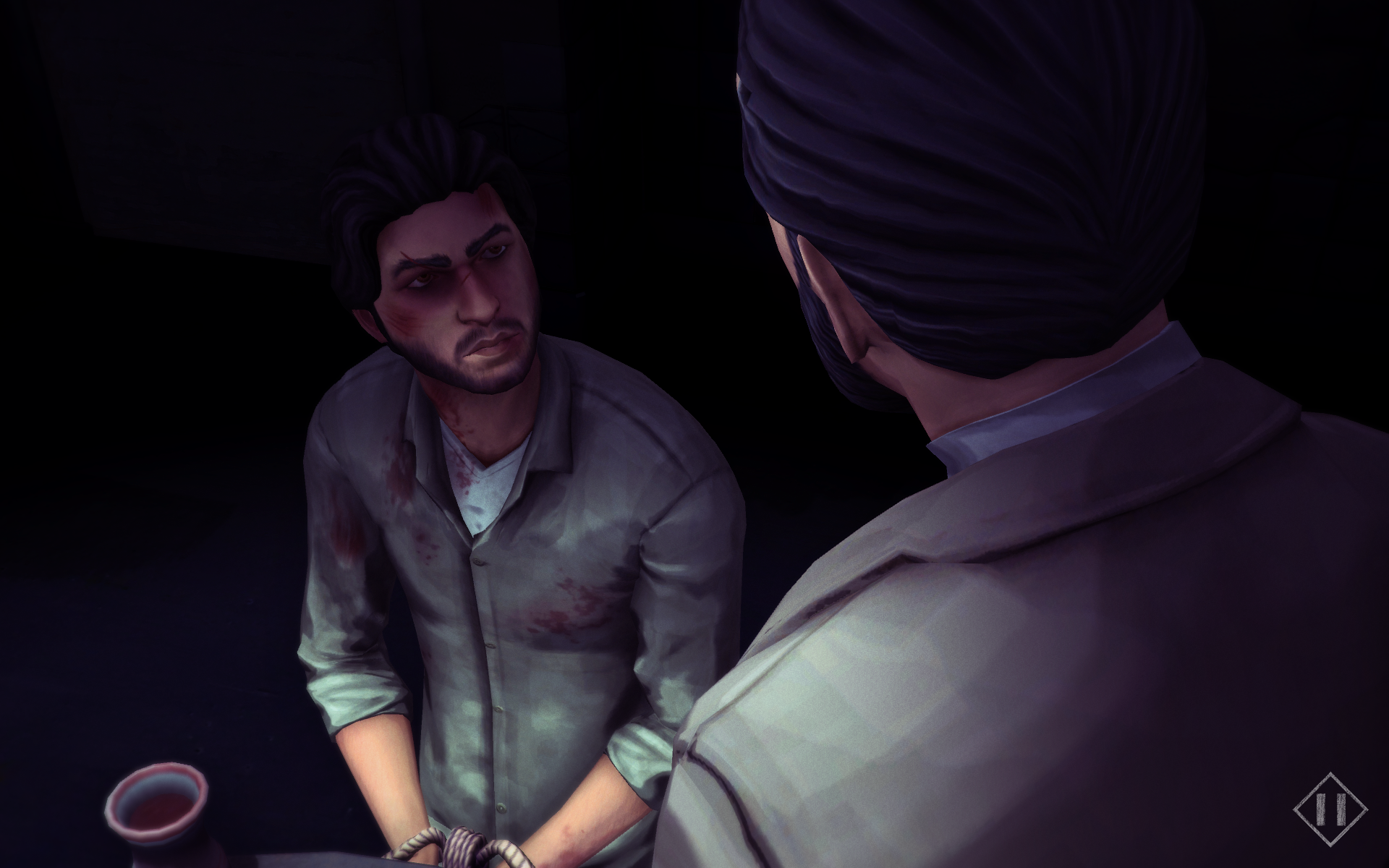

عندما بدأت اللعبة تكتسب شعبية في يونيو 2012، نشرت صحيفة كيهان الإيرانية المحافظة مقالات تسمي اللعبة «دعاية موالية للغرب»، واتهمت المخرج نافيد خونساري بالتجسس، وشعر بالخوف من دخول البلاد مرة أخرى نتيجة لذلك. كما تم دفع أعضاء فريق التطوير إلى استخدام الأسماء المستعارة لحماية أنفسهم، وفر فنان اللعبة من إيران بسبب مشاركته في التطوير. وقال خونساري «في أي وقت يكون لدى إيران شيء مكتوب عنهم في الغرب، يشعرون كما لو كان دعاية ضدهم». بعد إطلاق ثورة 1979 في أبريل 2016، قامت المؤسسة الوطنية لألعاب الكمبيوتر (NFCG) بحجب جميع المواقع التي توزع اللعبة في إيران، وبدأت عملية لجمع جميع النسخ التي تم توزيعها بشكل غير قانوني في البلاد. وادعى مدير الفريق حسن كريمي أن اللعبة لها «نوايا وأهداف عدائية»، مشيرا إلى أنها قد «تسمم عقول الشباب والشباب... عن طريق معلومات كاذبة ومشوهة». ورأى المنتج التنفيذي فاسيليكي خونساري أن الحظر هو نتيجة لعبة توثيق «الحقائق التي الأيديولوجيات المختلفة، والطبقات الاقتصادية المختلفة، والطبقات الاجتماعية المختلفة معا للإطاحة بالشاه»، والتي وصفتها بأنها «المنطقة الرمادية» التي اتهمتها مجموعة NFCG بأنها غير دقيقة.